# Okienko Zbójnickie
Okienko Zbójnickie – schronisko na wzniesieniu Krzemionki Zakrzowskie w Dzielnicy VIII Dębniki w Krakowie. Znajduje się na jego południowo-wschodnim obrzeżu, w niewielkiej odległości od betonowego ogrodzenia jednostki wojskowej.

## Opis obiektu
Otwór schroniska znajduje się w lesie, w sporej wnęce poniżej poziomu gruntu. Wnęka ma postać stromo opadającej pochylni. Otwór jest pionowy i ma wysokość 1,8 m. Znajduje się za nim krótki korytarz i komora o wymiarach 7,5 × 4 m i wysokości do 2,5 m. Tylna część stropu jest pochyła. Po prawej stronie dolnej części komory znajduje się częściowo zasypany korytarzyk prowadzący w stronę pobliskiej Jaskini Twardowskiego. Połączone są one jakimiś szczelinami, gdyż zimą w korytarzyku tym wydostaje się ciepłe powietrze. 
Dno pokrywa wapienny gruz i śmieci. Schronisko powstało w uławiconych wapieniach pochodzących z jury późnej. Namulisko jest cienkie, składające się z gruzu wapiennego zmieszanego z gliną. Jest suche i w całości jasne. Zgodnie zatem z przyjętą przez speleologów nomenklaturą jest więc schroniskiem, chociaż czasami opisywane jest jako jaskinia (dawniej obowiązywały inne kryteria rozróżniania jaskiń i schronisk).

## Historia eksploracji i dokumentacji
Okienko Zbójnickie znane jest od dawna. Jako pierwszy zaznaczył je na mapie W. Kuźniar w 1921 roku pod nazwą Gniazdo w Skale. Po raz pierwszy schronisko opisał Kazimierz Kowalski, sporządził też jego plan. Przez jakiś czas jaskinia była silnie zaśmiecona. Zimą 1997 i 1998 roku zamieszkiwali ją bezdomni. Palono w niej ogniska, jej ściany są bowiem silnie zakopcone.
Dokumentację jaskini opracował A. Górny w listopadzie 1999 roku, aktualny plan opracował R. Stachnik.

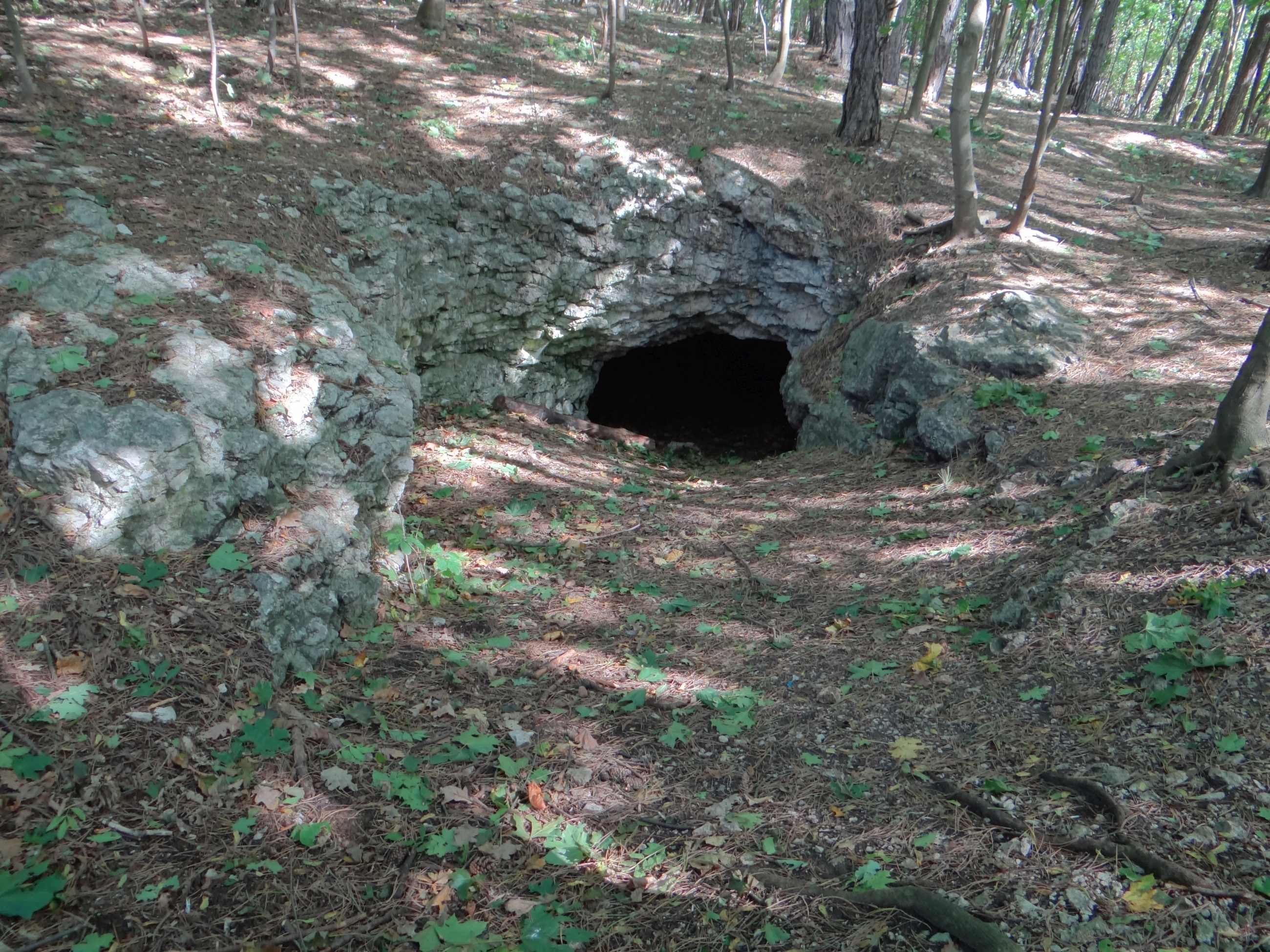
Otwór
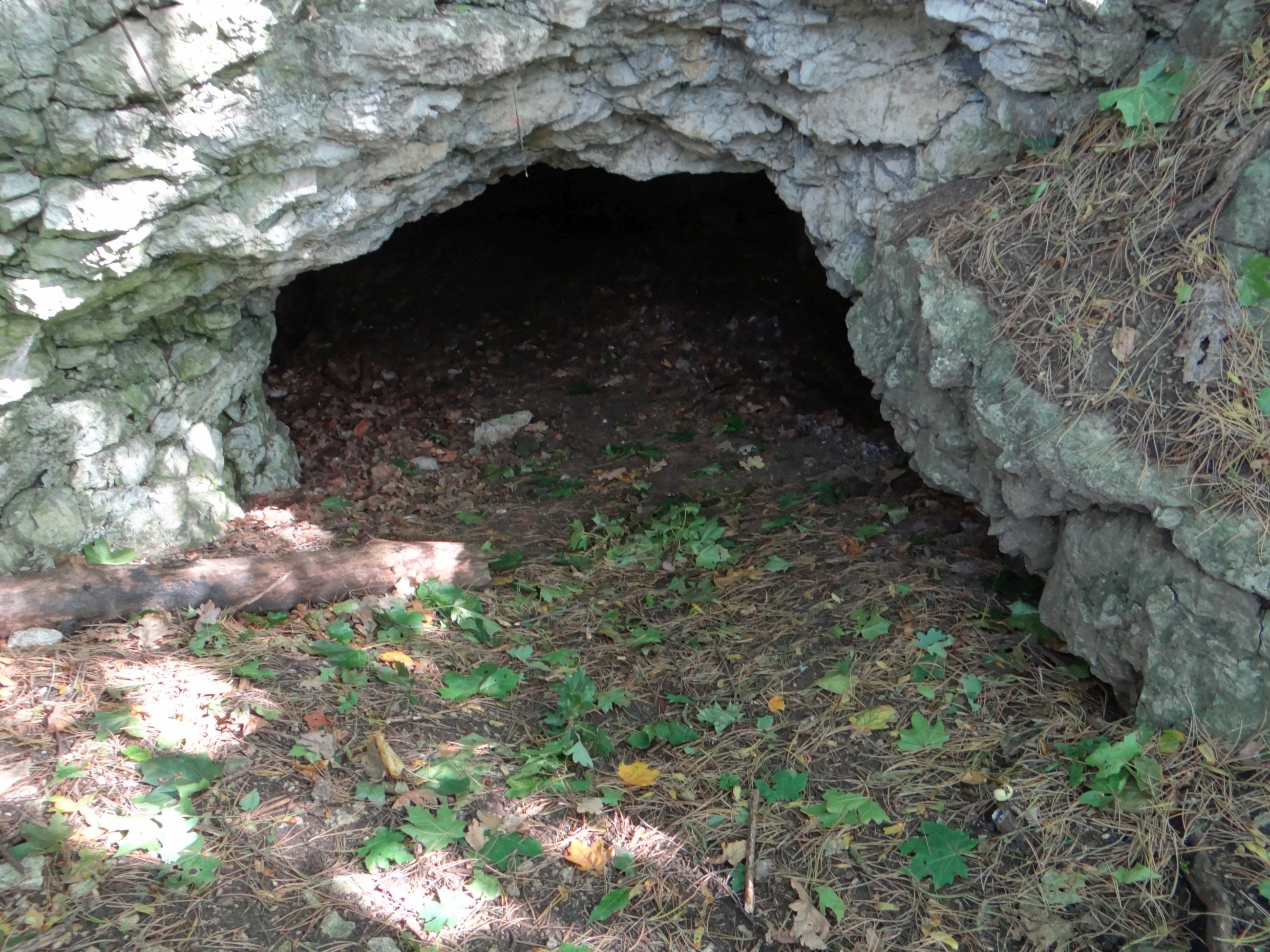
Otwór
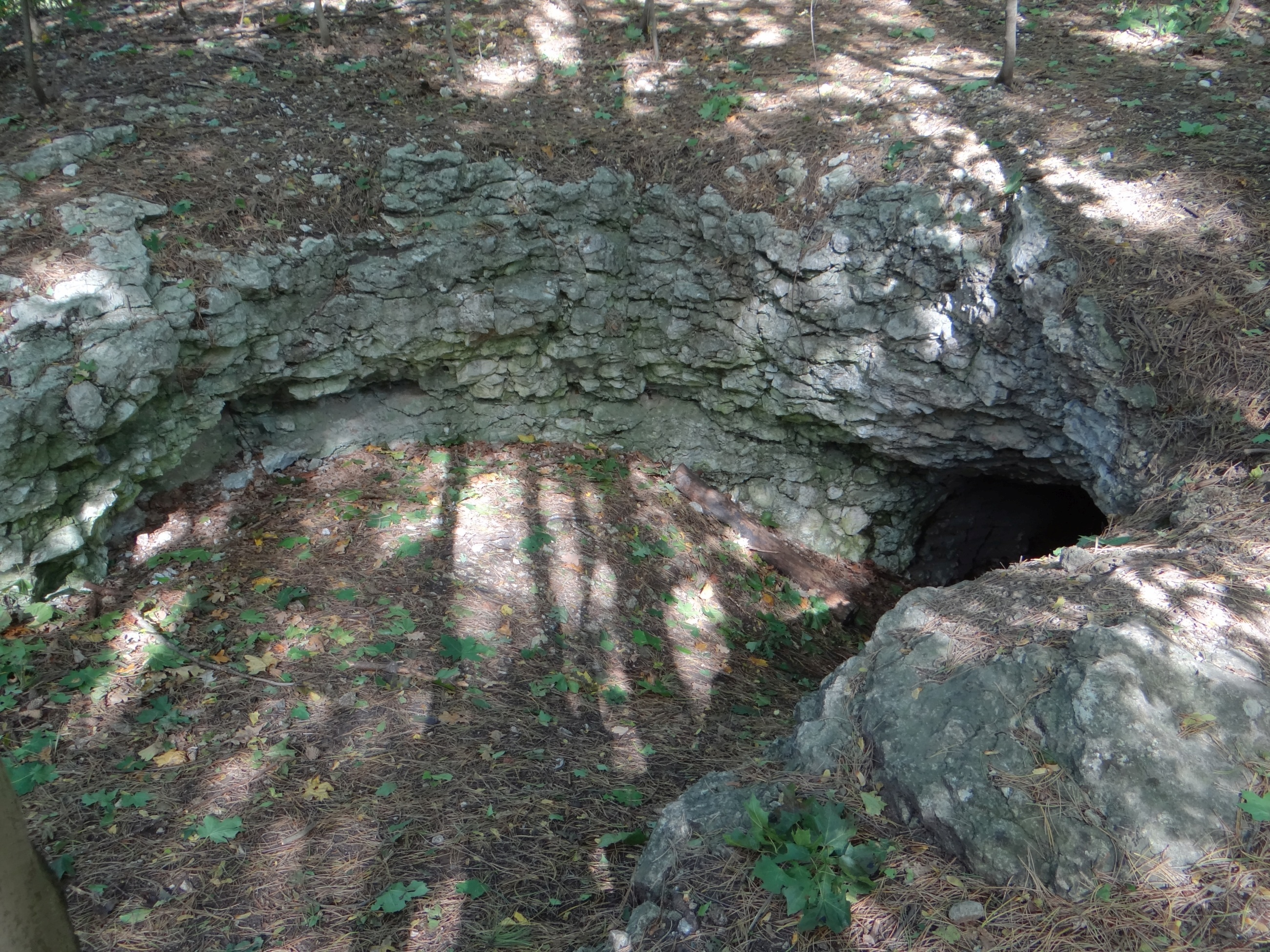
Otwór
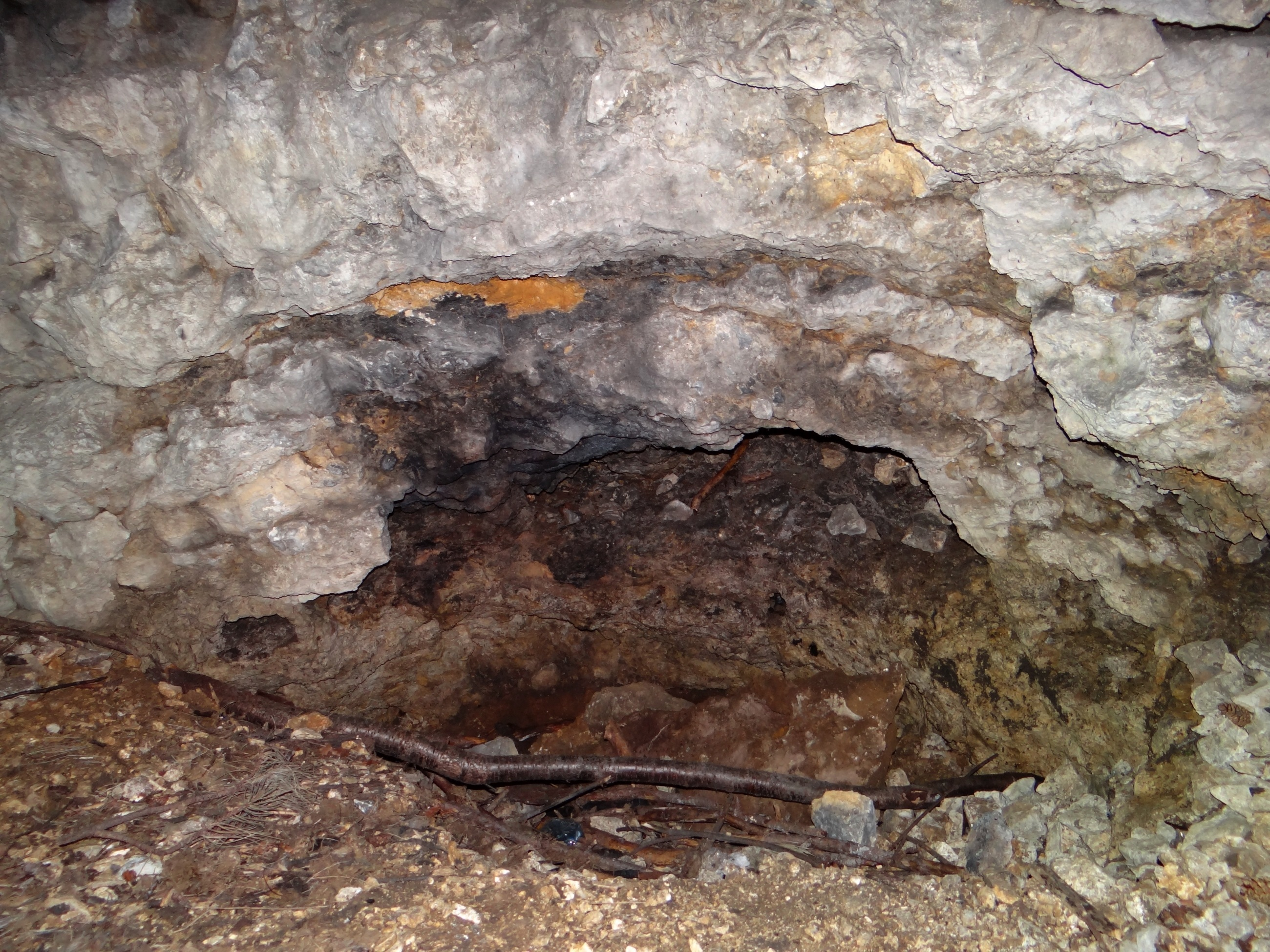
Częściowo zasypany korytarzyk
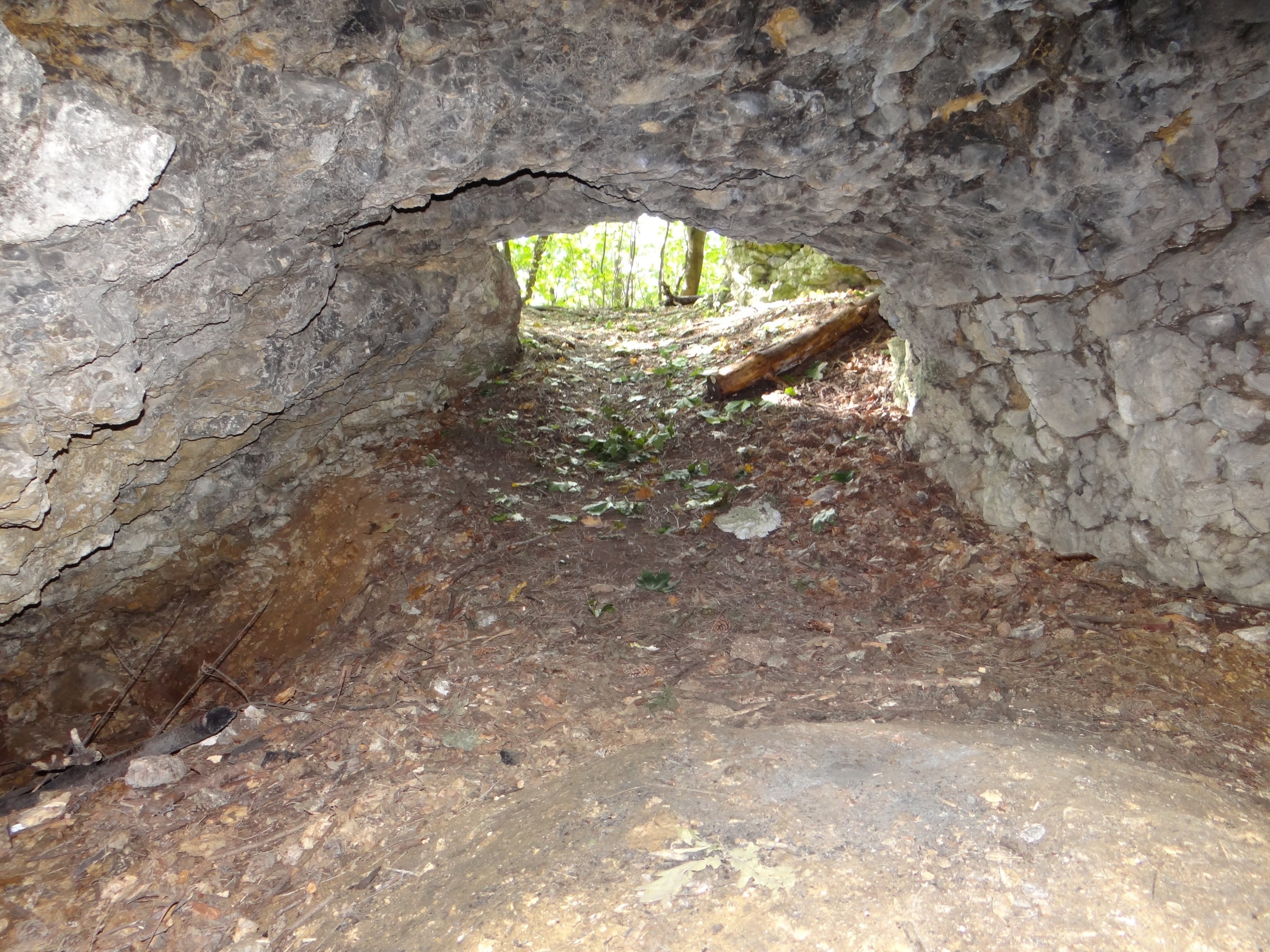
Sala
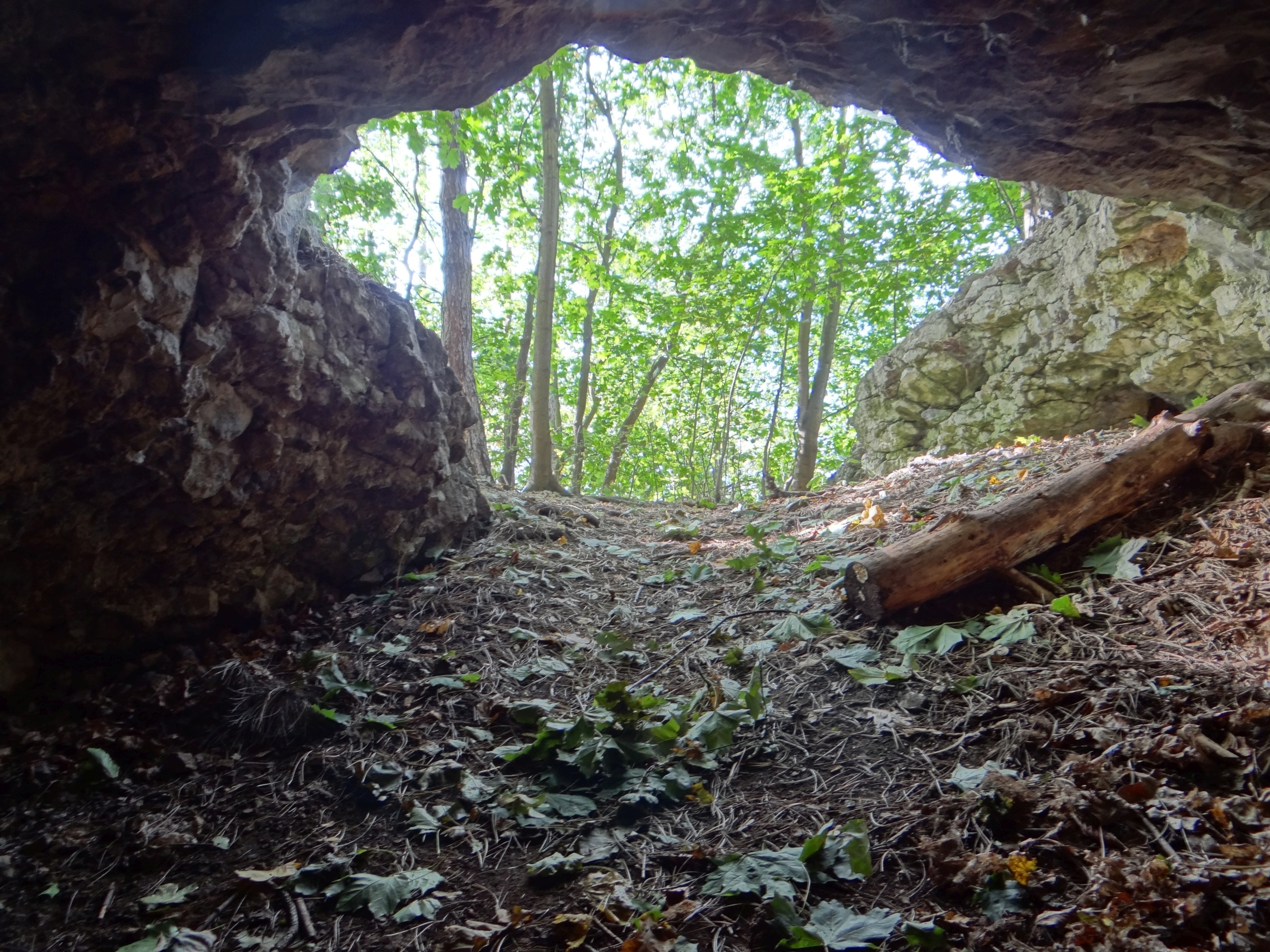
Widok z otworu